# Norbert Kandel
Norbert Kandel (* 1955 in Celle) ist ein deutscher Journalist und Autor.

## Leben
Norbert Kandel absolvierte 1979 in Essen ein Volontariat bei der Westdeutschen Allgemeinen Zeitung, bevor er in Hannover als Redakteur bei der Neuen Presse tätig wurde.
Ab 1981 arbeitete Kandel freiberuflich, verfasste beispielsweise Artikel für Die Zeit, Stern, Süddeutsche Zeitung oder die Frankfurter Rundschau.
Seit 1983 schreibt Norbert Kandel als Niedersachsen-Korrespondent für die von der Industriegewerkschaft Metall herausgegebene Wochenschrift Metall beziehungsweise metallzeitung. Für den darin veröffentlichten Beitrag Tod im Sozialstaat. Opfer eines Apparats erhielt er von der Bundesarbeitsgemeinschaft der Freien Wohlfahrtspflege (BAGFW) den Deutschen Sozialpreis
Kandel publizierte zudem mehrere Bücher und zahlreiche Reisereportagen.

## Schriften (Auswahl)
Reportagen, Aufsätze:
- Schlaglichter – 50 Jahre IG Metall Bezirk Hannover, [1997]
- Neue Wege im Stahl. Das Modell der Beschäftigungssicherung bei der Preussag Stahl AG, Hrsg.: Industriegewerkschaft Metall, Bezirksleitung Hannover, Hannover: Bezirksleitung IG Metall, 1998
- Hartmut Meine, Reinhard Schwitzer (Verantw.), Norbert Kandel (Text): Hannover überrascht. IG-Metall-Geschichte(n) aus der Welfenstadt, hrsg. von der IG Metall, Bezirksleitung Hannover sowie der IG Metall, Verwaltungsstelle Hannover, Hannover: IG-Metall, 2003, herunterladbar als PDF-Dokument
- Das Debakel von Halle. Wie eine Treuhand-Niederlassung zum Selbstbedienungsladen wurde, in: Wochenpost, Bd. 40, 1993, S. 23f.
- Was machst Du nach der Schule? Wie wäre es mit 735 Euro im Monat? (Oder nach dem neuen Tarif ab 1.April 2011 mit 755 Euro?) Du bist mehr wert! Du bist mehr wert!, Hannover: IG Metall, Bezirk Niedersachsen und Sachsen-Anhalt, 2010

Reisereportagen:
- Die Menschenfischer von Marrakesch. Reisereportagen aus Marokko, Eggingen: Edition Isele, [2000]

Belletristik:
- Mord und Machtspiele, 1. Auflage, Leipzig: Militzke, 2000, ISBN 3-86189-196-4